# 나셀

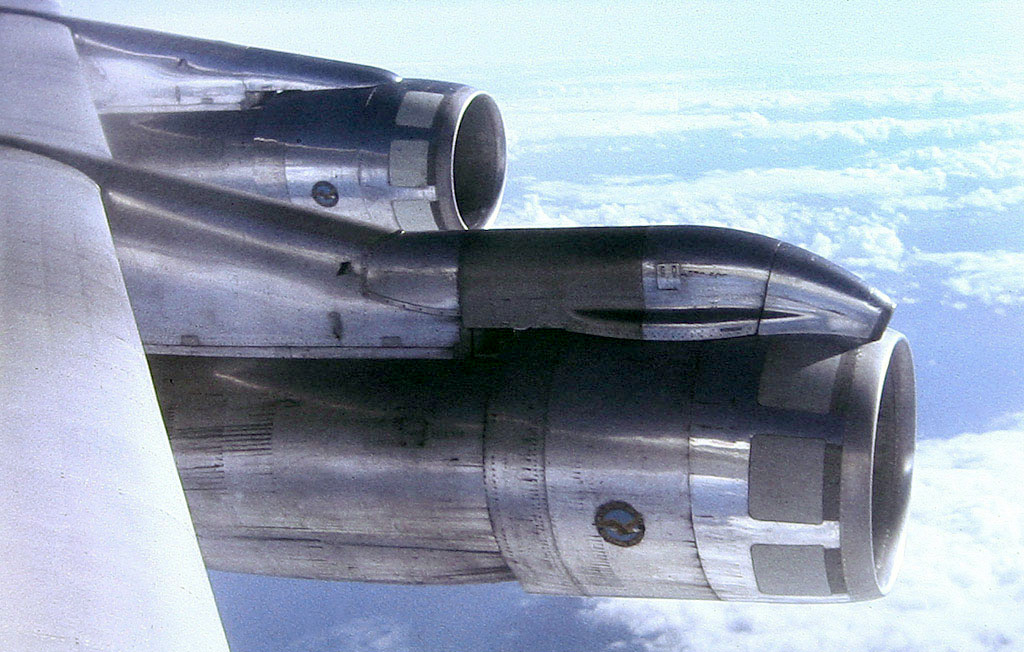
보잉 707의ㅡ 나셀 안에 위치한 엔진

나셀(Nacelle)은 항공기 엔진, 연료, 항공기 장비를 담고있는 유선형 몸체이다. 기체 밖에서 온전히 파일론에 부착될 때 이를 포드(pod)라고 부르기도 하며 이 경우 부착되는 엔진을 포디드 엔진이라고 한다.
다른 수많은 비행 용어와 비슷하게 이 용어는 작은 배를 의미하는 프랑스어 단어에서 기원한다.